# Gamu
Gamu  (Bayan ng Gamu) es un municipio filipino de cuarta categoría perteneciente a  la provincia de La Isabela en la Región Administrativa de Valle del Cagayán, también denominada Región II.

## Geografía
Tiene una extensión superficial de 129.40 km² y según el censo del 2007, contaba con una población de 27.479 habitantes y 5.169 hogares; 26.657 habitantes el día primero de mayo de 2010

### Barangayes
Gamu se divide administrativamente en 16 barangayes o barrios, 13 de  carácter rural y tres de carácter urbano.
| - Barcolan - Buenavista - Dammao - Furao - Guibang - Lenzon - Linglingay - Mabini | - Pintor - Distrito I (Población) - Distrito II (Población) - Distrito III (Población) - Rizal - Songsong - Union - Upi |

## Historia
El 17 de junio de 1967 fue creado el nuevo municipio de Quirino de Isabela cuyo término quedaba formado por terrenos segregados de los municipios de  Ilagan, Roxas de Isabela y Gamu:
Pasan a formar parte del nuevo municipio los barrios y sitios de Luna, Suerte, San Juan, Binarsang, Santa Catalina, Cabaruan y Sinait.